# Šarlatán (película)
Šarlatán es un drama biográfico checo-polaco-irlandés-eslovaco de 2020 dirigido por Agnieszka Holland basado libremente en el curandero Jan Mikolášek (1889–1973), quien curó a cientos de personas usando remedios a base de plantas. Fue seleccionada como la entrada checa a la Mejor Película Internacional en la 93.ª edición de los Premios Óscar y quedó en la lista de finalistas de febrero. Ganó cinco premios, incluida la Mejor Película en los Premios León checo de 2021.

## Argumento
La vida de Jan Mikolášek, un conocido y exitoso curandero checo, que diagnosticaba y curaba a personas usando su intuición y su familiaridad con las plantas. Sus remedios y prescripciones, aunque en su mayoría a base de plantas, incluían cambios en el estilo de vida y la dieta. Sanó no sólo a los pobres de los pueblos, sino también a muchas personas conocidas, incluido el presidente checoslovaco, Antonín Zápotocký. Los métodos de diagnóstico y la notoria curación de Mikolášek llamaron la atención del gobierno de Checoslovaquia. Finalmente fue arrestado después de que se encontrara estricnina en los cuerpos de dos hombres a los que había tratado.
En la vida real, Jan Mikolášek fue juzgado y condenado en 1959 por delitos fiscales y de otro tipo, pero no por asesinato por envenenamiento con estricnina, fue puesto en libertad en 1963 y murió en 1973.

## Reparto
- Ivan Trojan como Jan Mikolášek
  - Josef Trojan como Mikolášek Joven
- Juraj Loj como František
- Daniela Voráčková como Johanka
- Jaroslava Pokorná como Mülbacherová
- Miroslav Hanuš como Investigador
- Tomáš Jeřábek como Miembro del servicio secreto
- Martin Myšička como Padre
- Václav Kopta como Juez
- Jan Budař como Burócrata
- Joachim Paul Assböck como Fritz Kiesewetter

## Producción
La película fue una coproducción checo-irlandesa-polaca-eslovaca. La empresa incluía a Marlene Film Production (República Checa), Kevan Van Thompson, Mike Downey (Presidente de la Academia de Cine Europeo) y Sam Taylor, ambos de Film & Music Entertainment Ltd (Irlanda), Madants (Polonia) y Furia Film (Eslovaquia) Otros participaron Czech Television, Barrandov Studio, Studio Metrage, Moderator Inwestycje, Rozhlas a televízia Slovenska, CertiCon, Vladimír a Taťána Maříkovi y Magic Lab.
La filmación comenzó el 1 de abril de 2019 en la prisión de Mladá Boleslav. La fotografía principal tomó 36 días. El rodaje concluyó en julio de 2019. La película entró en posproducción el 4 de julio de 2019.

## Lanzamiento
La película se estrenó en el Festival Internacional de Cine de Berlín el 27 de febrero de 2020. Estaba previsto que entrara en distribución para los cines checos el 26 de marzo de 2020. Debido a la pandemia de COVID-19, la distribución se retrasó hasta el 20 de agosto de 2020. A la película asistieron 59.073 personas durante su primer fin de semana en los teatros checos. A pesar de la fuerte competencia, la película tuvo una gran asistencia durante su segundo fin de semana con 37 000 personas, mientras que Tenet la superó por poco. Fue elegido para formar parte de la programación del 26.º Festival Internacional de Cine de Calcuta de enero de 2021 y se proyectó el 11 de enero de 2021 en el Cinema Centenary Building del gobierno de Bengala Occidental.

## Recepción
La película ha recibido críticas generalmente positivas de los críticos checos con un 74% en Kinobox.cz según 12 críticas. La película también fue recibida positivamente por reseñas extranjeras con un 88% en Rotten Tomatoes según 33 reseñas. El consenso de los críticos dice: "El enfoque ligeramente seco de Šarlatán se compensa con florituras cinematográficas únicas y una historia fascinante que hacen de esta una película biográfica atractiva, aunque inusual".
"Šarlatán es una película que no acaba de satisfacer la curiosidad que despierta", afirma Peter Bradshaw en su reseña para The Guardian de la Berlinale. "¿Era Mikolášek un 'charlatán'? Con razón o sin ella, la película es vehemente que no lo era. El drama de ninguna manera reside en ninguna ambigüedad persistente. Este Mikolášek es un hombre de principios y genio intuitivo que preside una práctica floreciente. . . Es interpretado con un estoicismo ferozmente controlado por el veterano actor checo Ivan Trojan, cuyo hijo Josef interpreta al joven Mikolášek.  Esta es una película contundente y capaz con una historia interesante que contar, pero su potencia consiste en un puñado de episodios apasionantes, siendo el más sorprendente cuando el joven Mikolášek ha desarrollado un amor por las hierbas y una vocación por la curación".

### Reconocimientos
El 3 de agosto de 2020, Šarlatán fue elegido para formar parte de la programación del Festival de Cine de Telluride 2020. También fue recomendado para una nominación a los 33.ª Premios del Cine Europeo de la European Film Academy.
Fue nominada a 14 premios Czech Lion Awards, incluida la de Mejor película. Ivan Trojan ganó el Premio de la Crítica Cinematográfica Checa al Mejor Actor y Agnieszka Holland al Mejor Director.
El 6 de marzo de 2021, Šarlatán ganó cinco premios León checo, incluidos Mejor Película, Mejor Director (Agnieszka Holland) y Mejor Actor Principal (Ivan Trojan).